# Tujci (film)
Tujci (izviren angleški naslov: The Strangers) je ameriška grozljivka-triler iz leta 2008, delo scenarista in režiserja Bryana Bertina. Liv Tyler in Scott Speedman igrata mlad par, ki postane žrtev treh zamaskiranih napadalcev.
Film je bil izdan 30. maja 2008 v Severni Ameriki. Zaslužil je več kot 82.4 milijonov $ po vsem svetu. 

## Vsebina
Neka ženska panična pokliče policijo, ob zvočnem posnetku pa kaže dva dečka, ki s kolesi prispeta do hiše kjer se je nekaj zagotovo zgodilo. Okna in vrata hiše so poškodovana in odprta. Ženska na posnetku panično pripoveduje policiji, da je kri vsepovsod, medtem ko dečka vstopita v hišo, kjer najdeta med drugimi krvav nož na tleh, krvave stene in puško v kotu. Policist na drugi strani žensko vpraša kaj se je zgodilo, potem ko se prizor zaključi. 
James (Scott Speedman) in njegovo dekle Kristen (Liv Tyler) prispeta v Jamesovo poletno hišo iz otroštva, utrujena po dolgi noči na prijateljevi poroki. Tam James zaprosi Kirsten, vendar ga ona zavrne, ker še ni pripravljena na poroko. James tako pokliče prijatelja Mikea (Glenn Howerton), da naj pride ponj zjutraj.
Kmalu po 4. uri zjutraj, slišita trkanje na vrata, kar je čudno saj je hiša odmaknjena iz civilizacije. Mlada svetlolasa ženska, kateri se ne vidi obraz zaradi slabe razsvetljave, sprašuje po Tamari. Ko ji povesta, da je pri napačni hiši, ženska odide s stavkom ''se vidimo kasneje''.
Ker je med Kristen in Jamesom napetost, se slednji odpelje. Medtem ko je sama v hiši, Kristen spet zasliši trkanje, vendar ne odpre ko izve da je spet ženska od prej. Nato zunaj sliši čudne zvoke in začne pogrešati svoj telefon. Oboroži se saj ve, da je nekdo v hiši. Ko spet zasliši zvoke na dvorišču odgrne zavese, kjer vidi moškega z masko iz vreče, ki strmi vanjo. V paniki se skrije v spalnico in počaka na Jamesa.
Ko se James vrne, mu razloži kaj se je zgodilo. James nato zunaj spet opazi svetlolaso žensko, ki se sedaj nosi masko. Par skuša pobegniti s Jamesovim avtom, vendar jim to prepreči tretji zamaskiranec s tovornjakom. Vrneta se v hišo, kjer James najde puško in počaka na vsiljivce.
Prispe Mike, ki opazi poškodovan avto in začne sumiti, da je nekaj narobe. James ga zamenja za enega izmed vsiljivcev in ga ustreli do smrti. James se nato spomni starega radia v skednju. Odpravi se ponj in sreča svetlolaso žensko. Ko jo James skuša ustreliti, ga zamaskiran moški onesposobi. Kristen sliši strel in odhiti v skedenj, kjer najde radio, vendar ga svetlolaska razbije. Kristen se vrne v hišo, kjer jo najde zamaskiran moški. Kristen in James sta sedaj v nezavesti.
Ko se zjutraj James in Kristen zbudita v dnevni sobi, sta zvezana na stole, zamaskirani tujci pa stojijo pred njima. Kristen jih vpraša zakaj to počnejo in svetlolaska odgovori ''ker sta doma''. Tujci nato snamejo maske in se razkrijejo paru (vendar ne občinstvu), ter jih počasi nekajkrat zabodejo in odidejo. Peljejo se mimo dveh fantov iz začetka filma, ki ponujata verske brošure. Svetlolaska prosi za enega. Eden izmed fantov jo vpraša če je grešnica, ona pa odgovori ''včasih''. Tujci se odpeljejo in tretja tujka reče ''drugič bo lažje''.
Fanta prispeta do hiše, kjer najdeta trupli Jamesa in Kristen. En fant stopi do Kristen in se je dotakne, nakar se ona zbudi in zakriči.

## Igralci
- Liv Tyler kot Kristen McKay
- Scott Speedman kot James Hoyt
- Gemma Ward kot svetlolaska
- Kip Weeks kot moški z masko
- Glenn Howerton kot Mike
- Laura Margolis kot ženska z masko